# 北京回龙观医院

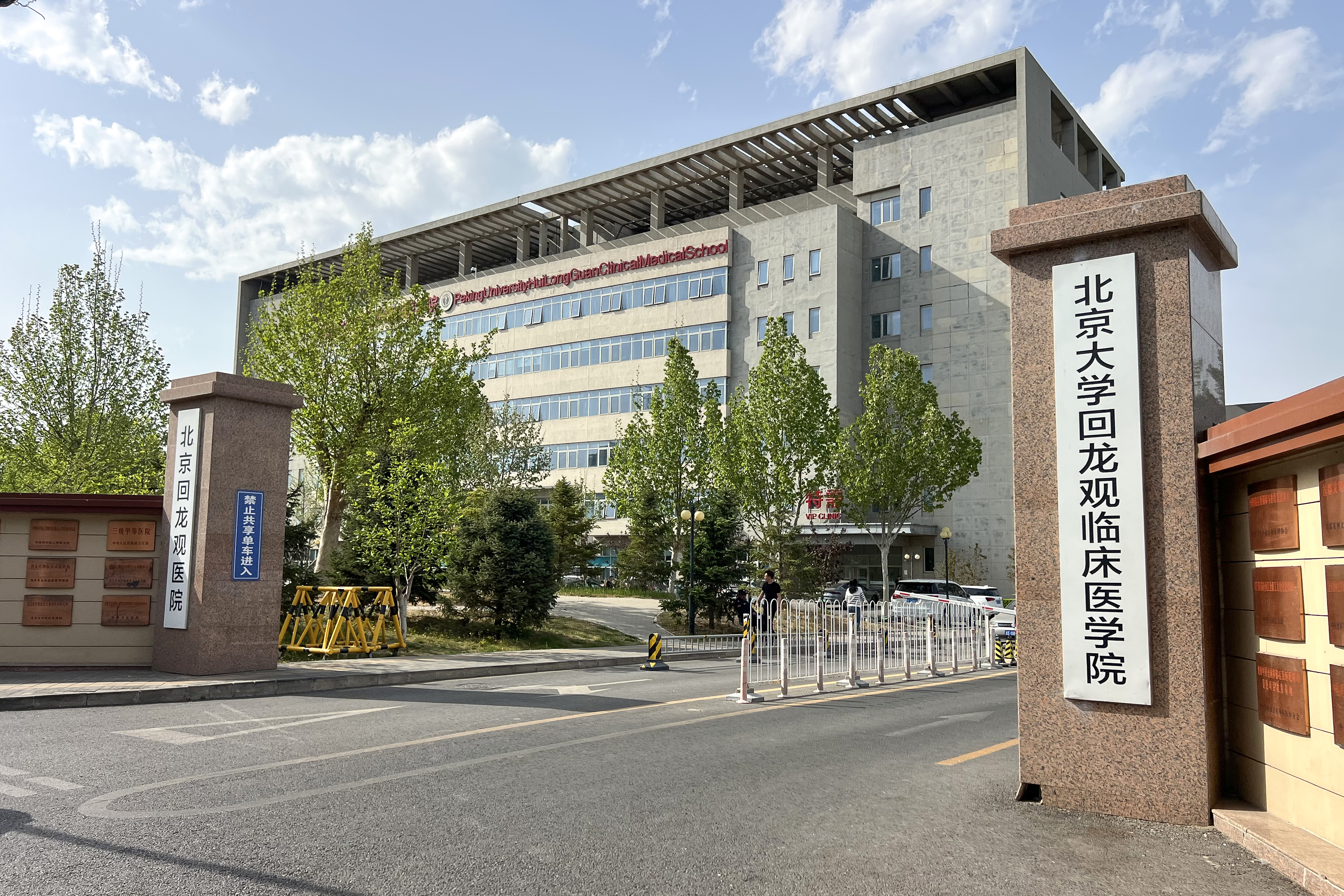
回龙观医院正门

北京回龙观医院（英語：Beijing Huilongguan Hospital），创立于1986年，是一所集医疗、科研、教学、预防、保健、康复为一体的大型三级甲等精神科医院，位于中华人民共和国北京市昌平区回龙观街道南店北路，医院占地面积14.7万平方米，总建筑面积6.5万平方米，编制床位1369张，职工1100余人。
医院是北京大学回龙观临床医学院，北京心理危机研究与干预中心，世界卫生组织心理危机预防研究与培训合作中心；是首批国家精神病临床重点专科单位，首批国家级精神科住院医师规范化培训基地，国家药物临床试验机构，国家中医药管理局"十二五"神志病重点专科建设单位；是中国音乐治疗学会、中国心理卫生协会残疾人心理卫生分会和中国康复协会精神残疾康复专业委员会的主任委员单位。